# 권시현 (농구 선수)
권시현(1996년 11월 17일 ~ )은 대한민국의 남자 농구 선수로 포지션은 슈팅 가드이다. 현재는 한국프로농구 전주 KCC 이지스 소속으로 뛰고 있다. 2018년 KBL 드래프트에서 전체 8순위로 전주 KCC 이지스에 지명되었다.

## 학력
- 천안쌍용고등학교
- 단국대학교

## 경력
- 2018년 ~ 현재 : 전주 KCC 이지스 (2018년 1라운드 8순위)